# Det tyskfolkelige Frihedsparti
 For alternative betydninger, se Frihedspartiet. (Se også artikler, som begynder med Frihedspartiet)
Det tyskfolkelige Frihedsparti, Deutschvölkische Freiheitspartei (DVFP), var et radikalt, folkeligt og antisemitisk parti i Weimarrepublikken.